# 桑虞
桑虞（?—?），字子深，西晉及五胡十六國時期魏郡黎陽人。父親桑沖在晉惠帝時擔任黃門郎和河間王司馬顒司馬。桑虞十四歲時父親去世。桑虞的哥哥都在石勒政權當官，但是桑虞瞧不起石勒這些蠻夷，想偷偷逃離，恰逢母親去世而作罷。五年後，石勒任命桑虞為武城令。桑虞認為武城靠近黃河，方便逃離，於是欣然就職。石虎任命的太守劉徵非常器重桑虞，劉徵擔任青州刺史後，請桑虞擔任自己的長史，管理祝阿郡。後劉徵生病前往鄴，便讓桑虞負責檢查巡視青州府屬。石虎去世後，後趙大亂，東晉朝廷偷偷派東莞人華挺授予桑虞甯朔將軍、青州刺史職務。桑虞以功名非本意為由推讓了刺史職務。苻坚任命的青州刺史苻朗也非常敬重桑虞，曾前往桑虞家拜见其母。桑虞最終於任內去世。

## 延伸阅读
[在维基数据编辑]
 《晉書·卷088》，出自房玄齡《晉書》